# ケベ・アルマ
- ケヴェ・アルマ
- チェべ・アルマ

ケベ・アルマ（Keve Alma, 1998年12月31日 - ）は、アメリカ合衆国メリーランド州ベルリン出身のプロバスケットボール選手。B.LEAGUEの琉球ゴールデンキングスに所属している。ポジションはパワーフォワード。父は元NBA選手のピーター・アルマ。

## 経歴

### 生い立ち
高校入学前まではサッカーをして育ち、バスケットボールは未経験だったが、身長が伸びたことがきっかけでバスケを始めた。

### カレッジ
ウォフォード大学で2年間プレーした後、ヘッドコーチのマイク・ヤングがバージニア工科大学へ転勤となり、それを追って自身も同大学へ転校した。
2021-22シーズンは平均15.8得点・6.5リバウンドを記録し、2年連続となるオールACCセカンドチームに選出された。このシーズン終了後に2022年のNBAドラフトへエントリーしたが、指名はなかった。

### 新潟アルビレックスBB
ドラフト後にメンフィス・グリズリーズの一員としてサマーリーグに参加したが、正式契約を結ぶには至らなかった。
その後、2022年8月18日にB.LEAGUEの新潟アルビレックスBBと契約した。
2022-23シーズン開幕戦となった島根スサノオマジックとの試合でプロデビューし、11リバウンドを記録した。

## 家族
前述のように父ピーターは元NBA選手だが、両親は早期に離婚しており、母と継父に育てられた。

## 個人成績

### カレッジ
| シーズン | チーム           | GP           | GS           | MPG          | FG%          | 3P%          | FT%          | RPG          | APG          | SPG          | BPG          | PPG          |
| -------- | ---------------- | ------------ | ------------ | ------------ | ------------ | ------------ | ------------ | ------------ | ------------ | ------------ | ------------ | ------------ |
| 2017–18  | ウォフォード     | 33           | 3            | 13.3         | .566         | –            | .571         | 3.4          | .5           | .2           | .4           | 2.5          |
| 2018–19  | ウォフォード     | 35           | 34           | 26.6         | .667         | .000         | .574         | 6.8          | 1.0          | .7           | .9           | 6.9          |
| 2019–20  | バージニアテック | レッドシャツ | レッドシャツ | レッドシャツ | レッドシャツ | レッドシャツ | レッドシャツ | レッドシャツ | レッドシャツ | レッドシャツ | レッドシャツ | レッドシャツ |
| 2020–21  | バージニアテック | 22           | 22           | 30.6         | .490         | .351         | .722         | 7.9          | 2.2          | .7           | 1.3          | 15.2         |
| 2021–22  | バージニアテック | 36           | 36           | 30.8         | .538         | .333         | .785         | 6.5          | 1.9          | .8           | .9           | 15.8         |
| 通算     | 通算             | 126          | 95           | 25.0         | .547         | .338         | .690         | 6.0          | 1.3          | .6           | .8           | 9.7          |